# GAFA
Geometric and Functional Analysis (GAFA) —  математический журнал. 
Журнал выходит примерно раз в два месяца.
В журнале публикуются статьи по широкому кругу вопросов в области геометрии и анализа, в том числе геометрического анализа, римановой геометрии, симплектической геометрии, геометрической теории групп, некоммутативной геометрии, автоморфным формам и аналитическая теория чисел и другим.
GAFA является аббревиатурой и частью официального полного названия журнала.
В журнале работают четыре редактора: Виталий Мильман (главный редактор), Михаил Громов, Саймон Дональдсон и Питер Сарнак.

## История
Журнал был основан в 1991 году Михаилом Громовым и Виталием Мильманом.
Идея журнала была дана на израильском семинаре «Geometric Aspects of Functional Analysis (GAFA)» (Геометрические аспекты функционального анализа),  где Виталий Мильман был одним из главных организаторов.
Журнал сохранил ту же аббревиатуру чтобы подчеркнуть эту связь.

## Показатели
- Журнал индексируется в Mathematical Reviews, Zentralblatt MATH и Web of Science.

- На 2016 год, MCQ журнала составил 2,00 при среднем 0,22 по всем журналам индексируемым в Mathematical Reviews.

- По данным за 2007 год, журнал  имеет импакт-фактор от 1.026 [5]

## Внешние ссылки
- Geometric and Functional Analysis (GAFA), official journal website, Springer-Verlag
- GAFA, papers to appear (at the website of the Tel-Aviv University)